# Go (chanson de Scott Fitzgerald)
Pour les articles homonymes, voir Go.
Chansons représentant le Royaume-Uni au Concours Eurovision de la chanson
Only the Light
(1987) Why Do I Always Get It Wrong
(1989)
Go est la chanson du chanteur britannique Scott Fitzgerald qui représente le Royaume-Uni au Concours Eurovision de la chanson 1988 à Dublin, en Irlande.

## Eurovision 1988
La chanson est présentée en 1988 à la suite d'une sélection interne.
Elle participe à la finale du Concours Eurovision de la chanson 1988, le 30 avril 1988 et obtient la deuxième place avec 136 points, soit seulement un point de moins que la Suisse représentée par Céline Dion avec «Ne partez pas sans moi».